# Z 5300
Z 5300 — французский пригородный электропоезд 1965—1975 годов выпуска. Всего было построено 145 поездов. Эксплуатируется как на линиях Transilien, так и на линиях RER. Начиная с 2003 года поезд выводится из эксплуатации.

## Катастрофы
27 июня 1988 года 2 поезда Z 5300 столкнулись на Лионском вокзале по причине фактического отсутствия тормозов (из-за перекрытой по ошибке машиниста тормозной магистрали) на одном из них. Погибло 56 человек, 57 — ранено.